# Kleines Toggenburghaus

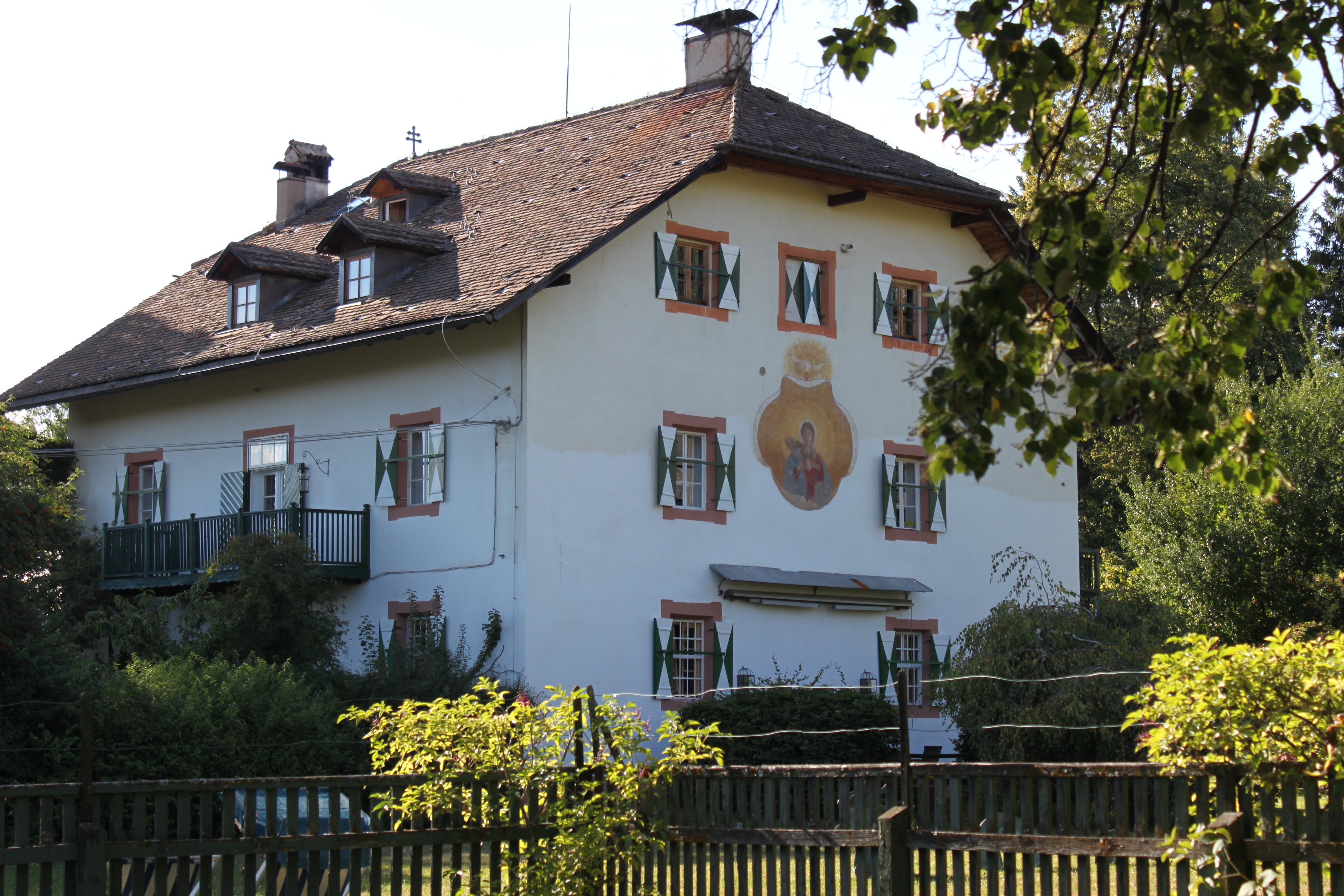
Kleines Toggenburghaus

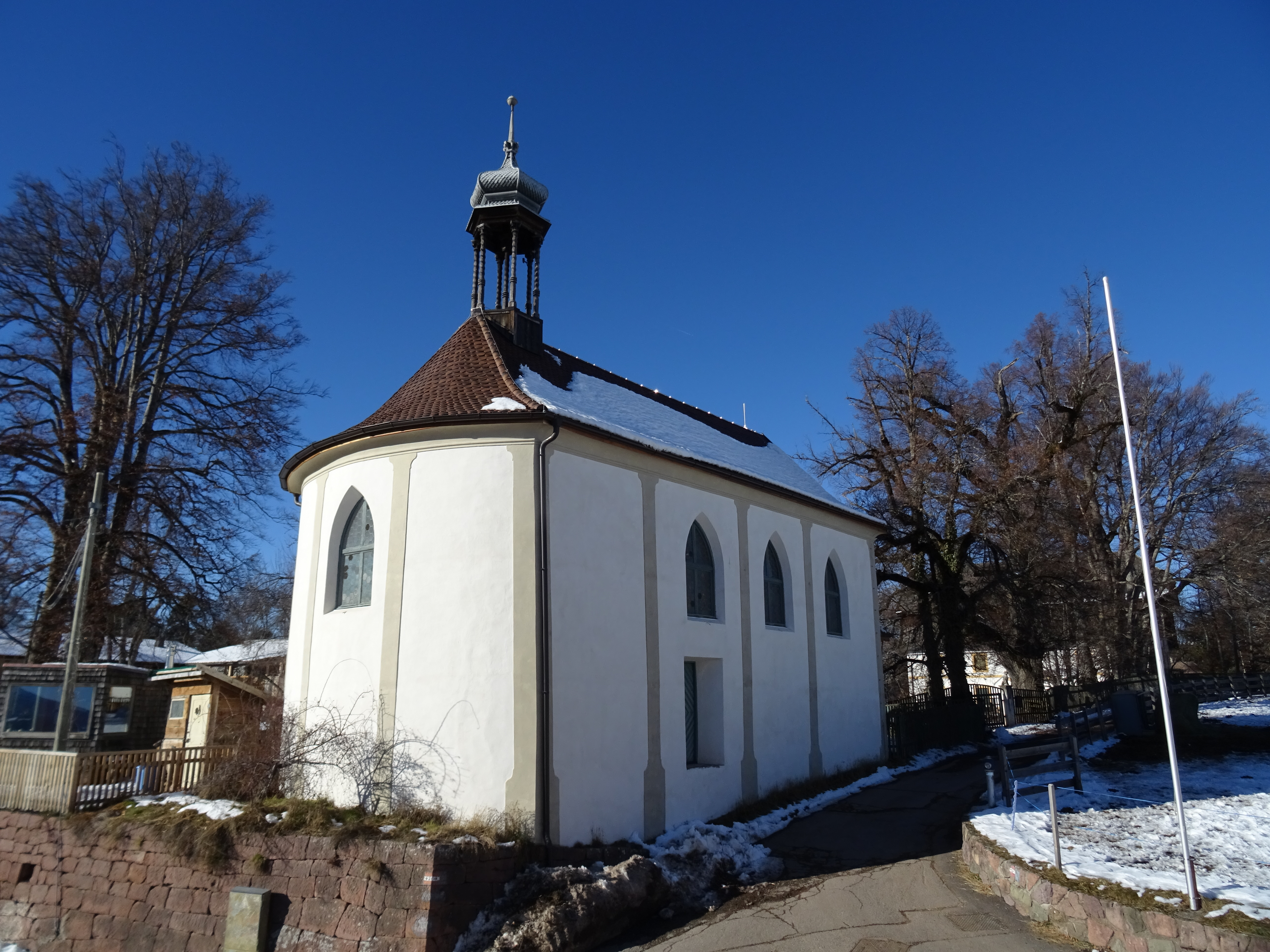
Kapelle Maria Einsiedeln

Das Kleine Toggenburghaus und die dazugehörige Kapelle Maria Einsiedeln in Maria Himmelfahrt, einem zu Oberbozen gerechneten Weiler der Gemeinde Ritten in Südtirol, ist ein geschütztes Baudenkmal.

## Geschichte
Die zum Anwesen gehörende Kapelle Maria Einsiedeln wurde um 1700 errichtet. Das Kleine Toggenburghaus war im 18. Jahrhundert im Eigentum der Bozner Kaufmannsfamilie Gumer, die es als Sommerfrischhaus nutzten. Nachdem das Handelsunternehmen des Bozner Bürgermeisters Franz von Gumer (1731–1794) 1799 bankrottgegangen war, kauften das Anwesen Joseph und Philipp von Gumer, welche 1817 ebenfalls zahlungsunfähig wurden. Deren Nichte Annette von Menz (1796–1869) erwarb 1818 zur Hälfte das Kleine Toggenburghaus aus der Konkursmasse, sowie 1819 das ganze Haus von den Töchtern von Philipp von Gumer. Die Tochter von Annette, Virginie geb. Gräfin von Sarnthein (1833–1905), heiratete Georg Otto Ritter von Toggenburg-Sargans (1810–1883). Letzterer Familie verdanken das Kleine und Große Toggenburghaus ihren heutigen Namen. Seit dem 13. März 1953 steht das Kleine Toggenburghaus mit der Kapelle Maria Einsiedeln unter Denkmalschutz.